# Championnat de France de rugby à XV de 2e division 2019-2020
Navigation
Pro D2 2018-2019 Pro D2 2020-2021
Le championnat de France de rugby à XV de 2e division 2019-2020 ou Pro D2 2019-2020 se déroule entre août 2019 et juin 2020.
Cette saison, l'USA Perpignan et le FC Grenoble disputent la compétition, ayant été relégués du Top 14. Rouen Normandie rugby, champion de Fédérale 1 et Valence Romans DR, finaliste de Fédérale 1 sont les 2 promus de Fédérale 1 en Pro D2.
La saison est marquée par une suspension du championnat à partir du 13 mars après le début de la propagation de la pandémie de Covid-19 en France. Le 30 avril, la LNR propose l'arrêt définitif du championnat, après une réunion extraordinaire organisée la veille avec tous les membres du bureau exécutif et les présidents de clubs. Par conséquent, le titre national n'est pas attribué et aucune promotion, ni relégation n'est promulguée, à l'issue de cette édition ; la décision est définitivement approuvée par le comité directeur de la LNR le 2 juin.

## Règlement
Après l'arrêt définitif du championnat, le titre national n'est pas attribué et aucune promotion, ni relégation n'est promulguée, à l'issue de cette édition.
Seize équipes participent au championnat Pro D2. Comme en Top 14, les équipes qui terminent entre la 3e et la 6e place disputent des barrages. Les vainqueurs accèdent aux demi-finales où ils retrouvent les deux premiers. Enfin, les deux vainqueurs des demi-finales se rencontrent sur terrain neutre pour la finale. Le vainqueur de cette finale accède au Top 14 tandis que le perdant accueille le 13e de Top 14 pour un ultime barrage pour la dernière place en élite. Les équipes classées 15e et 16e sont reléguées en division inférieure sauf en cas de relégation financière d'un des participants du championnat ou de refus d'accession à un promu.

## Liste des équipes en compétition
| \| Stade aurillacois AS Béziers Biarritz olympique US Carcassonne Colomiers rugby FC Grenoble Oyonnax rugby USA Perpignan Provence rugby US Montauban Stade montois USON Nevers Rouen NR Soyaux Angoulême XV Valence · Romans DR RC Vannes \| Localisation des clubs engagés dans le championnat. |
| Stade aurillacois AS Béziers Biarritz olympique US Carcassonne Colomiers rugby FC Grenoble Oyonnax rugby USA Perpignan Provence rugby US Montauban Stade montois USON Nevers Rouen NR Soyaux Angoulême XV Valence · Romans DR RC Vannes                                                           |

| Club                | Budget prévisionnel 2019-20 en M€ | Classement en 2019-20 | Entraîneurs                                                        | Stade                                        | Capacité   |
| ------------------- | --------------------------------- | --------------------- | ------------------------------------------------------------------ | -------------------------------------------- | ---------- |
| Stade aurillacois   | 5,2 M€                            | 14                    | André Bester Thierry Peuchlestrade Romeo Gontineac                 | Stade Jean-Alric (Aurillac)                  | 7 908      |
| AS Béziers          | 7,4 M€                            | 8                     | David Aucagne Pierre Caillet Sébastien Logerot Gabriel Bocca       | Stade Raoul-Barrière (Béziers)               | 18 555     |
| Biarritz olympique  | 10,5 M€                           | 7                     | Nicolas Nadau Shaun Sowerby                                        | Parc des sports d'Aguiléra (Biarritz)        | 13 400     |
| US Carcassonne      | 4,2 M€                            | 11                    | Christian Labit Mathieu Cidre Julien Seron                         | Stade Albert-Domec (Carcassonne)             | 10 000     |
| Colomiers rugby     | 7,45 M€                           | 13                    | Julien Sarraute Fabien Berneau                                     | Stade Michel-Bendichou (Colomiers)           | 11 000     |
| FC Grenoble         | 13 M€                             | 13 (Top 14)           | Stéphane Glas Sylvain Bégon                                        | Stade des Alpes (Grenoble)                   | 20 068     |
| Stade montois       | 6,795 M€                          | 5                     | David Darricarrère David Auradou                                   | Stade André-et-Guy-Boniface (Mont-de-Marsan) | 16 800     |
| US Montauban        | 6,6 M€                            | 12                    | Jean-Frédéric Dubois Jean Bouilhou                                 | Stade Sapiac (Montauban)                     | 11 937     |
| USON Nevers         | 12,4 M€                           | 6                     | Xavier Péméja Guillaume Jan Sébastien Fouassier                    | Stade du Pré Fleuri (Sermoise-sur-Loire)     | 7 500      |
| Oyonnax rugby       | 11 M€                             | 2                     | Joe El Abd Manny Edmonds                                           | Stade Charles-Mathon (Oyonnax)               | 11 400     |
| USA Perpignan       | 11 M€                             | 14 (Top 14)           | Christian Lanta Patrick Arlettaz Perry Freshwater Gérald Bastide   | Stade Aimé-Giral (Perpignan)                 | 14 593     |
| Provence rugby      | 8 M€                              | 10                    | Fabien Cibray James Coughlan                                       | Stade Maurice-David (Aix-en-Provence)        | 6 000      |
| Rouen NR            | 6,5 M€                            | 1 (Fédérale 1)        | Richard Hill PJ Gidlow Tom Palmer                                  | Stade Jean-Mermoz (Rouen)                    | env. 3 000 |
| Soyaux Angoulême XV | 6,5 M€                            | 9                     | Adrien Buononato Mirco Bergamasco                                  | Stade Chanzy (Angoulême)                     | 8 000      |
| Valence Romans DR   | 7 M€                              | 2 (Fédérale 1)        | Johann Authier Jean-François Coux Scott Newlands Grégory Tournayre | Stade Georges-Pompidou (Valence)             | 14 000     |
| RC Vannes           | 7 M€                              | 4                     | Jean-Noël Spitzer Gerard Fraser                                    | Stade de la Rabine (Vannes)                  | 9 500      |

## Résumé des résultats

### Classement de la saison régulière
| Rang | Club                | J  | V  | N | D  | Bo | Bd | Pm  | Pe  | Diff | Pts |
| ---- | ------------------- | -- | -- | - | -- | -- | -- | --- | --- | ---- | --- |
| 1    | Colomiers Rugby     | 23 | 17 | 0 | 6  | 5  | 4  | 573 | 381 | +192 | 77  |
| 2    | USA Perpignan R     | 23 | 16 | 0 | 7  | 8  | 4  | 671 | 426 | +245 | 76  |
| 3    | FC Grenoble R       | 23 | 14 | 1 | 8  | 7  | 2  | 572 | 402 | +170 | 67  |
| 4    | Oyonnax Rugby       | 23 | 14 | 0 | 9  | 5  | 6  | 589 | 414 | +175 | 67  |
| 5    | USON Nevers         | 22 | 14 | 0 | 8  | 4  | 0  | 520 | 475 | +45  | 60  |
| 6    | Biarritz olympique  | 23 | 12 | 1 | 10 | 4  | 5  | 513 | 451 | +62  | 59  |
| 7    | Soyaux Angoulême XV | 22 | 11 | 2 | 9  | 3  | 4  | 430 | 449 | -19  | 55  |
| 8    | RC Vannes           | 23 | 12 | 0 | 11 | 3  | 3  | 460 | 485 | -25  | 54  |
| 9    | AS Béziers          | 23 | 12 | 0 | 11 | 3  | 3  | 450 | 453 | -3   | 54  |
| 11   | Stade montois       | 23 | 11 | 0 | 12 | 2  | 5  | 499 | 521 | -22  | 51  |
| 10   | US Carcassonne      | 22 | 11 | 1 | 10 | 1  | 2  | 469 | 544 | -75  | 49  |
| 12   | Provence Rugby      | 22 | 10 | 0 | 12 | 2  | 3  | 408 | 482 | -74  | 45  |
| 13   | US Montauban        | 22 | 8  | 1 | 13 | 1  | 6  | 446 | 528 | -82  | 41  |
| 14   | Stade aurillacois   | 23 | 7  | 0 | 16 | 2  | 8  | 429 | 545 | -116 | 38  |
| 15   | Rouen NR P          | 23 | 6  | 0 | 17 | 0  | 7  | 345 | 558 | -213 | 31  |
| 16   | Valence Romans DR P | 22 | 3  | 0 | 19 | 0  | 8  | 381 | 641 | -260 | 20  |

|  | Qualication pour les demi-finales (no 1, no 2).           |
|  | Qualification pour les barrages (no 3, no 4, no 5, no 6). |
|  | Relégation en Fédérale 1 (no 15 et no 16).                |
|  | R : relégués 2019 • P : promus 2019                       |

Attribution des points : victoire sur tapis vert : 5, victoire : 4, match nul : 2, défaite : 0, forfait : -2 ; plus les bonus (offensif : 3 essais de plus que l'adversaire ; défensif : défaite par 5 points d'écart ou moins; les deux bonus peuvent se cumuler).
Règles de classement :
1. points terrain (bonus compris) ; 2. points terrain obtenus dans les matchs entre équipes concernées ; 3. différence de points sur l'ensemble des matchs ; 4. différence de points dans les matchs entre équipes concernées ; 5. différence entre essais marqués et concédés dans les matchs entre équipes concernées ; 6. nombre de points marqués sur l'ensemble des matchs ; 7. différence entre essais marqués et concédés ; 8. nombre de forfaits n'ayant pas entraîné de forfait général ; 9. place la saison précédente.

### Tableau final
En raison de la pandémie de Covid-19 en France, les demi-finales qui devaient se tenir sont dans un premier temps annulées, avant que l'arrêt global de la saison 2019-2020 ne soit définitivement officialisé.

## Résultats détaillés

### Phase régulière

#### Tableau synthétique des résultats
L'équipe qui reçoit est indiquée dans la colonne de gauche.
| Clubs               | AUR   | BEZ   | BIA   | CAR   | COL   | GRE   | MDM   | MTB   | NEV   | OYO   | PER   | PR    | ROU   | SA    | VR    | VAN   |
| ------------------- | ----- | ----- | ----- | ----- | ----- | ----- | ----- | ----- | ----- | ----- | ----- | ----- | ----- | ----- | ----- | ----- |
| Stade aurillacois   |       | 20-24 | 23-19 | 24-12 | -     | 14-19 | 21-33 | 16-18 | -     | 15-12 | 28-41 | 39-6  | 22-6  | -     | -     | 22-11 |
| AS Béziers          | 16-12 |       | -     | 22-9  | 15-22 | 16-25 | 55-17 | 28-25 | 17-44 | 20-15 | -     | 22-0  | 18-12 | 15-12 | 36-20 | -     |
| Biarritz olympique  | -     | 30-20 |       | 43-22 | -     | 33-7  | 23-12 | 30-27 | 13-15 | 30-12 | 18-22 | 19-12 | 9-5   | 20-8  | -     | 18-17 |
| US Carcassonne      | 21-16 | -     | 32-16 |       | -     | 19-26 | 37-35 | 23-14 | 28-21 | 20-16 | 24-22 | 19-10 | -     | 18-18 | -     | 37-10 |
| Colomiers rugby     | 45-11 | 25-0  | 22-15 | 40-15 |       | -     | 29-16 | -     | 39-24 | 22-19 | -     | 30-3  | 22-0  | 22-26 | 33-6  | 23-7  |
| FC Grenoble         | 35-13 | 25-18 | 13-13 | -     | 20-23 |       | -     | 28-9  | 46-21 | 28-13 | 20-10 | -     | 46-3  | 30-8  | 49-8  | -     |
| Stade montois       | 23-20 | 30-10 | -     | 28-26 | 16-12 | 26-24 |       | 51-13 | 6-11  | -     | 34-14 | 12-42 | 37-10 | -     | -     | 16-18 |
| US Montauban        | -     | -     | 15-14 | 20-24 | 19-21 | 21-13 | -     |       | 26-29 | 21-15 | 23-27 | -     | 40-14 | 19-19 | 30-3  | 17-13 |
| USON Nevers         | 21-20 | 16-13 | 33-26 | 34-12 | 13-24 | 27-18 | -     | -     |       | -     | 14-10 | 43-13 | -     | 18-24 | 36-6  | 26-10 |
| Oyonnax rugby       | -     | 25-21 | 31-22 | 28-12 | 23-19 | 40-21 | 23-21 | 29-13 | 54-16 |       | 21-19 | 51-10 | 22-23 | -     | 53-13 | -     |
| USA Perpignan       | 38-15 | 23-13 | 29-25 | 53-10 | 34-13 | 20-13 | 44-17 | 41-14 | -     | -     |       | -     | 57-12 | 48-10 | -     | 47-17 |
| Provence rugby      | 40-10 | -     | -     | -     | 24-23 | 17-26 | 15-20 | 36-20 | 15-8  | 13-22 | 25-10 |       | 13-9  | -     | 26-23 | 45-24 |
| Rouen NR            | 13-24 | 18-19 | -     | 30-27 | 29-33 | -     | 15-19 | -     | 24-34 | 3-28  | 12-10 | -     |       | 17-18 | 21-17 | 29-15 |
| Soyaux Angoulême XV | 37-11 | -     | 24-15 | -     | -     | 3-28  | 21-6  | 35-16 | -     | 10-19 | 20-23 | 19-15 | 17-16 |       | 36-34 | 27-15 |
| Valence Romans DR   | 21-19 | 19-26 | 26-34 | 18-22 | 17-18 | -     | 21-19 | 19-26 | -     | -     | 28-29 | 17-22 | 10-24 | 18-13 |       | 16-21 |
| RC Vannes           | 34-13 | 9-6   | 24-27 | -     | 29-13 | 27-12 | 17-5  | -     | 31-16 | 22-18 | -     | 16-6  | -     | 26-25 | 47-21 |       |

|  | Victoire à domicile |  | Match nul |  | Défaite à domicile |

#### Détails des résultats
Les points marqués par chaque équipe sont inscrits dans les colonnes centrales (3-4) alors que les essais marqués sont donnés dans les colonnes latérales (1-6). Les points de bonus sont symbolisés par une bordure bleue pour les bonus offensifs (trois essais de plus que l'adversaire), orange pour les bonus défensifs (défaite par moins de cinq points d'écart), rouge si les deux bonus sont cumulés.

#### Évolution du classement
| Club                | 1  | 2  | 3  | 4  | 5  | 6  | 7  | 8  | 9  | 10 | 11 | 12 | 13 | 14 | 15 | 16 | 17 | 18 | 19 | 20 | 21 | 22 | 23 | 24                                                                                                 | 25                                                                                                 | 26                                                                                                 | 27                                                                                                 | 28                                                                                                 | 29                                                                                                 | 30                                                                                                 |
| ------------------- | -- | -- | -- | -- | -- | -- | -- | -- | -- | -- | -- | -- | -- | -- | -- | -- | -- | -- | -- | -- | -- | -- | -- | -------------------------------------------------------------------------------------------------- | -------------------------------------------------------------------------------------------------- | -------------------------------------------------------------------------------------------------- | -------------------------------------------------------------------------------------------------- | -------------------------------------------------------------------------------------------------- | -------------------------------------------------------------------------------------------------- | -------------------------------------------------------------------------------------------------- |
| Stade aurillacois   | 7  | 4  | 7  | 11 | 11 | 12 | 14 | 15 | 14 | 14 | 14 | 14 | 14 | 14 | 14 | 14 | 15 | 14 | 14 | 14 | 14 | 14 | 14 | Championnat définitivement arrêté, le 30 avril par la LNR, en raison de la pandémie de coronavirus | Championnat définitivement arrêté, le 30 avril par la LNR, en raison de la pandémie de coronavirus | Championnat définitivement arrêté, le 30 avril par la LNR, en raison de la pandémie de coronavirus | Championnat définitivement arrêté, le 30 avril par la LNR, en raison de la pandémie de coronavirus | Championnat définitivement arrêté, le 30 avril par la LNR, en raison de la pandémie de coronavirus | Championnat définitivement arrêté, le 30 avril par la LNR, en raison de la pandémie de coronavirus | Championnat définitivement arrêté, le 30 avril par la LNR, en raison de la pandémie de coronavirus |
| AS Béziers          | 12 | 11 | 8  | 3  | 6  | 4  | 2  | 7  | 8  | 9  | 8  | 11 | 9  | 8  | 10 | 10 | 10 | 11 | 11 | 11 | 11 | 9  | 9  | Championnat définitivement arrêté, le 30 avril par la LNR, en raison de la pandémie de coronavirus | Championnat définitivement arrêté, le 30 avril par la LNR, en raison de la pandémie de coronavirus | Championnat définitivement arrêté, le 30 avril par la LNR, en raison de la pandémie de coronavirus | Championnat définitivement arrêté, le 30 avril par la LNR, en raison de la pandémie de coronavirus | Championnat définitivement arrêté, le 30 avril par la LNR, en raison de la pandémie de coronavirus | Championnat définitivement arrêté, le 30 avril par la LNR, en raison de la pandémie de coronavirus | Championnat définitivement arrêté, le 30 avril par la LNR, en raison de la pandémie de coronavirus |
| Biarritz olympique  | 10 | 9  | 11 | 8  | 9  | 7  | 5  | 5  | 6  | 6  | 6  | 5  | 6  | 5  | 5  | 5  | 5  | 6  | 6  | 5  | 6  | 5  | 6  | Championnat définitivement arrêté, le 30 avril par la LNR, en raison de la pandémie de coronavirus | Championnat définitivement arrêté, le 30 avril par la LNR, en raison de la pandémie de coronavirus | Championnat définitivement arrêté, le 30 avril par la LNR, en raison de la pandémie de coronavirus | Championnat définitivement arrêté, le 30 avril par la LNR, en raison de la pandémie de coronavirus | Championnat définitivement arrêté, le 30 avril par la LNR, en raison de la pandémie de coronavirus | Championnat définitivement arrêté, le 30 avril par la LNR, en raison de la pandémie de coronavirus | Championnat définitivement arrêté, le 30 avril par la LNR, en raison de la pandémie de coronavirus |
| US Carcassonne      | 3  | 8  | 10 | 6  | 5  | 3  | 8  | 8  | 7  | 7  | 7  | 6  | 5  | 6  | 7  | 9  | 8  | 9  | 10 | 9  | 10 | 10 | 11 | Championnat définitivement arrêté, le 30 avril par la LNR, en raison de la pandémie de coronavirus | Championnat définitivement arrêté, le 30 avril par la LNR, en raison de la pandémie de coronavirus | Championnat définitivement arrêté, le 30 avril par la LNR, en raison de la pandémie de coronavirus | Championnat définitivement arrêté, le 30 avril par la LNR, en raison de la pandémie de coronavirus | Championnat définitivement arrêté, le 30 avril par la LNR, en raison de la pandémie de coronavirus | Championnat définitivement arrêté, le 30 avril par la LNR, en raison de la pandémie de coronavirus | Championnat définitivement arrêté, le 30 avril par la LNR, en raison de la pandémie de coronavirus |
| Colomiers rugby     | 8  | 3  | 9  | 10 | 10 | 8  | 9  | 6  | 3  | 5  | 5  | 4  | 4  | 4  | 4  | 4  | 3  | 2  | 2  | 1  | 1  | 2  | 1  | Championnat définitivement arrêté, le 30 avril par la LNR, en raison de la pandémie de coronavirus | Championnat définitivement arrêté, le 30 avril par la LNR, en raison de la pandémie de coronavirus | Championnat définitivement arrêté, le 30 avril par la LNR, en raison de la pandémie de coronavirus | Championnat définitivement arrêté, le 30 avril par la LNR, en raison de la pandémie de coronavirus | Championnat définitivement arrêté, le 30 avril par la LNR, en raison de la pandémie de coronavirus | Championnat définitivement arrêté, le 30 avril par la LNR, en raison de la pandémie de coronavirus | Championnat définitivement arrêté, le 30 avril par la LNR, en raison de la pandémie de coronavirus |
| FC Grenoble         | 9  | 7  | 5  | 2  | 3  | 1  | 1  | 1  | 1  | 2  | 1  | 2  | 2  | 3  | 2  | 1  | 2  | 1  | 3  | 2  | 3  | 3  | 3  | Championnat définitivement arrêté, le 30 avril par la LNR, en raison de la pandémie de coronavirus | Championnat définitivement arrêté, le 30 avril par la LNR, en raison de la pandémie de coronavirus | Championnat définitivement arrêté, le 30 avril par la LNR, en raison de la pandémie de coronavirus | Championnat définitivement arrêté, le 30 avril par la LNR, en raison de la pandémie de coronavirus | Championnat définitivement arrêté, le 30 avril par la LNR, en raison de la pandémie de coronavirus | Championnat définitivement arrêté, le 30 avril par la LNR, en raison de la pandémie de coronavirus | Championnat définitivement arrêté, le 30 avril par la LNR, en raison de la pandémie de coronavirus |
| Stade montois       | 15 | 14 | 14 | 15 | 15 | 15 | 11 | 12 | 11 | 12 | 11 | 10 | 11 | 11 | 12 | 13 | 11 | 10 | 9  | 10 | 9  | 11 | 10 | Championnat définitivement arrêté, le 30 avril par la LNR, en raison de la pandémie de coronavirus | Championnat définitivement arrêté, le 30 avril par la LNR, en raison de la pandémie de coronavirus | Championnat définitivement arrêté, le 30 avril par la LNR, en raison de la pandémie de coronavirus | Championnat définitivement arrêté, le 30 avril par la LNR, en raison de la pandémie de coronavirus | Championnat définitivement arrêté, le 30 avril par la LNR, en raison de la pandémie de coronavirus | Championnat définitivement arrêté, le 30 avril par la LNR, en raison de la pandémie de coronavirus | Championnat définitivement arrêté, le 30 avril par la LNR, en raison de la pandémie de coronavirus |
| US Montauban        | 5  | 6  | 3  | 5  | 7  | 11 | 13 | 10 | 13 | 10 | 13 | 12 | 13 | 13 | 13 | 11 | 12 | 12 | 12 | 13 | 13 | 13 | 13 | Championnat définitivement arrêté, le 30 avril par la LNR, en raison de la pandémie de coronavirus | Championnat définitivement arrêté, le 30 avril par la LNR, en raison de la pandémie de coronavirus | Championnat définitivement arrêté, le 30 avril par la LNR, en raison de la pandémie de coronavirus | Championnat définitivement arrêté, le 30 avril par la LNR, en raison de la pandémie de coronavirus | Championnat définitivement arrêté, le 30 avril par la LNR, en raison de la pandémie de coronavirus | Championnat définitivement arrêté, le 30 avril par la LNR, en raison de la pandémie de coronavirus | Championnat définitivement arrêté, le 30 avril par la LNR, en raison de la pandémie de coronavirus |
| USON Nevers         | 11 | 15 | 13 | 13 | 14 | 14 | 12 | 14 | 12 | 12 | 12 | 8  | 10 | 9  | 8  | 6  | 7  | 5  | 5  | 6  | 5  | 6  | 5  | Championnat définitivement arrêté, le 30 avril par la LNR, en raison de la pandémie de coronavirus | Championnat définitivement arrêté, le 30 avril par la LNR, en raison de la pandémie de coronavirus | Championnat définitivement arrêté, le 30 avril par la LNR, en raison de la pandémie de coronavirus | Championnat définitivement arrêté, le 30 avril par la LNR, en raison de la pandémie de coronavirus | Championnat définitivement arrêté, le 30 avril par la LNR, en raison de la pandémie de coronavirus | Championnat définitivement arrêté, le 30 avril par la LNR, en raison de la pandémie de coronavirus | Championnat définitivement arrêté, le 30 avril par la LNR, en raison de la pandémie de coronavirus |
| Oyonnax rugby       | 1  | 1  | 1  | 4  | 2  | 5  | 3  | 3  | 2  | 1  | 2  | 1  | 1  | 1  | 3  | 3  | 4  | 4  | 4  | 4  | 4  | 4  | 4  | Championnat définitivement arrêté, le 30 avril par la LNR, en raison de la pandémie de coronavirus | Championnat définitivement arrêté, le 30 avril par la LNR, en raison de la pandémie de coronavirus | Championnat définitivement arrêté, le 30 avril par la LNR, en raison de la pandémie de coronavirus | Championnat définitivement arrêté, le 30 avril par la LNR, en raison de la pandémie de coronavirus | Championnat définitivement arrêté, le 30 avril par la LNR, en raison de la pandémie de coronavirus | Championnat définitivement arrêté, le 30 avril par la LNR, en raison de la pandémie de coronavirus | Championnat définitivement arrêté, le 30 avril par la LNR, en raison de la pandémie de coronavirus |
| USA Perpignan       | 6  | 10 | 6  | 7  | 8  | 6  | 4  | 2  | 3  | 3  | 3  | 3  | 3  | 2  | 1  | 2  | 1  | 3  | 1  | 3  | 2  | 1  | 2  | Championnat définitivement arrêté, le 30 avril par la LNR, en raison de la pandémie de coronavirus | Championnat définitivement arrêté, le 30 avril par la LNR, en raison de la pandémie de coronavirus | Championnat définitivement arrêté, le 30 avril par la LNR, en raison de la pandémie de coronavirus | Championnat définitivement arrêté, le 30 avril par la LNR, en raison de la pandémie de coronavirus | Championnat définitivement arrêté, le 30 avril par la LNR, en raison de la pandémie de coronavirus | Championnat définitivement arrêté, le 30 avril par la LNR, en raison de la pandémie de coronavirus | Championnat définitivement arrêté, le 30 avril par la LNR, en raison de la pandémie de coronavirus |
| Provence rugby      | 2  | 2  | 4  | 9  | 4  | 9  | 7  | 9  | 9  | 8  | 10 | 13 | 12 | 12 | 11 | 12 | 13 | 13 | 13 | 12 | 12 | 12 | 12 | Championnat définitivement arrêté, le 30 avril par la LNR, en raison de la pandémie de coronavirus | Championnat définitivement arrêté, le 30 avril par la LNR, en raison de la pandémie de coronavirus | Championnat définitivement arrêté, le 30 avril par la LNR, en raison de la pandémie de coronavirus | Championnat définitivement arrêté, le 30 avril par la LNR, en raison de la pandémie de coronavirus | Championnat définitivement arrêté, le 30 avril par la LNR, en raison de la pandémie de coronavirus | Championnat définitivement arrêté, le 30 avril par la LNR, en raison de la pandémie de coronavirus | Championnat définitivement arrêté, le 30 avril par la LNR, en raison de la pandémie de coronavirus |
| Rouen NR            | 13 | 13 | 15 | 14 | 12 | 13 | 15 | 13 | 15 | 15 | 15 | 15 | 15 | 15 | 15 | 15 | 14 | 15 | 15 | 15 | 15 | 15 | 15 | Championnat définitivement arrêté, le 30 avril par la LNR, en raison de la pandémie de coronavirus | Championnat définitivement arrêté, le 30 avril par la LNR, en raison de la pandémie de coronavirus | Championnat définitivement arrêté, le 30 avril par la LNR, en raison de la pandémie de coronavirus | Championnat définitivement arrêté, le 30 avril par la LNR, en raison de la pandémie de coronavirus | Championnat définitivement arrêté, le 30 avril par la LNR, en raison de la pandémie de coronavirus | Championnat définitivement arrêté, le 30 avril par la LNR, en raison de la pandémie de coronavirus | Championnat définitivement arrêté, le 30 avril par la LNR, en raison de la pandémie de coronavirus |
| Soyaux Angoulême XV | 4  | 5  | 2  | 1  | 1  | 2  | 6  | 4  | 4  | 4  | 4  | 7  | 8  | 7  | 6  | 8  | 9  | 8  | 8  | 8  | 7  | 8  | 7  | Championnat définitivement arrêté, le 30 avril par la LNR, en raison de la pandémie de coronavirus | Championnat définitivement arrêté, le 30 avril par la LNR, en raison de la pandémie de coronavirus | Championnat définitivement arrêté, le 30 avril par la LNR, en raison de la pandémie de coronavirus | Championnat définitivement arrêté, le 30 avril par la LNR, en raison de la pandémie de coronavirus | Championnat définitivement arrêté, le 30 avril par la LNR, en raison de la pandémie de coronavirus | Championnat définitivement arrêté, le 30 avril par la LNR, en raison de la pandémie de coronavirus | Championnat définitivement arrêté, le 30 avril par la LNR, en raison de la pandémie de coronavirus |
| Valence Romans DR   | 16 | 16 | 16 | 16 | 16 | 16 | 16 | 16 | 16 | 16 | 16 | 16 | 16 | 16 | 16 | 16 | 16 | 16 | 16 | 16 | 16 | 16 | 16 | Championnat définitivement arrêté, le 30 avril par la LNR, en raison de la pandémie de coronavirus | Championnat définitivement arrêté, le 30 avril par la LNR, en raison de la pandémie de coronavirus | Championnat définitivement arrêté, le 30 avril par la LNR, en raison de la pandémie de coronavirus | Championnat définitivement arrêté, le 30 avril par la LNR, en raison de la pandémie de coronavirus | Championnat définitivement arrêté, le 30 avril par la LNR, en raison de la pandémie de coronavirus | Championnat définitivement arrêté, le 30 avril par la LNR, en raison de la pandémie de coronavirus | Championnat définitivement arrêté, le 30 avril par la LNR, en raison de la pandémie de coronavirus |
| RC Vannes           | 14 | 12 | 12 | 12 | 13 | 10 | 10 | 11 | 10 | 11 | 9  | 9  | 7  | 10 | 9  | 7  | 6  | 7  | 5  | 7  | 8  | 7  | 8  | Championnat définitivement arrêté, le 30 avril par la LNR, en raison de la pandémie de coronavirus | Championnat définitivement arrêté, le 30 avril par la LNR, en raison de la pandémie de coronavirus | Championnat définitivement arrêté, le 30 avril par la LNR, en raison de la pandémie de coronavirus | Championnat définitivement arrêté, le 30 avril par la LNR, en raison de la pandémie de coronavirus | Championnat définitivement arrêté, le 30 avril par la LNR, en raison de la pandémie de coronavirus | Championnat définitivement arrêté, le 30 avril par la LNR, en raison de la pandémie de coronavirus | Championnat définitivement arrêté, le 30 avril par la LNR, en raison de la pandémie de coronavirus |

Séries de la saison après la 23e journée (3 matches en retard) :
- Série(s) de victoires : 9 (Colomiers)
- Série(s) de matches sans défaite : 9 (Colomiers)
- Série(s) de défaites : 9 (Valence Romans)
- Série(s) de matches sans victoire : 9 (Valence Romans)

#### Meilleurs réalisateurs
| Rang | Joueur                 | Club               | Poste                     | Points | Essais | Transf. | Pén. | Drops |
| ---- | ---------------------- | ------------------ | ------------------------- | ------ | ------ | ------- | ---- | ----- |
| 1    | Yohan Le Bourhis       | Oyonnax rugby      | Demi d'ouverture          | 257    | 1      | 36      | 56   | 4     |
| 2    | Jérôme Bosviel         | US Montauban       | Arrière, demi d'ouverture | 229    | 3      | 23      | 53   | 3     |
| 3    | Gilles Bosch           | US Carcassonne     | Demi d'ouverture          | 197    | 1      | 18      | 52   | 0     |
| 4    | Jordan Michallet       | Rouen NR           | Demi d'ouverture          | 185    | 1      | 15      | 49   | 1     |
| 5    | Thomas Girard          | Colomiers rugby    | Arrière                   | 183    | 4      | 17      | 43   | 0     |
| 6    | Zack Henry             | USON Nevers        | Demi d'ouverture          | 181    | 0      | 26      | 43   | 0     |
| 7    | Maxime Javaux          | Valence Romans DR  | Demi d'ouverture          | 164    | 0      | 13      | 44   | 2     |
| 8    | Christopher Hilsenbeck | RC Vannes          | Arrière                   | 161    | 1      | 24      | 36   | 0     |
| 9    | Thomas Salles          | Stade aurillacois  | Ailier                    | 157    | 0      | 14      | 43   | 0     |
| 10   | Pierre Bernard         | Biarritz olympique | Demi d'ouverture          | 141    | 1      | 17      | 31   | 3     |

#### Meilleurs marqueurs
| Rang | Joueur              | Club               | Poste                  | Essais |
| ---- | ------------------- | ------------------ | ---------------------- | ------ |
| 1    | Wame Naituvi        | Stade montois      | Ailier, arrière        | 9      |
| 2    | Jean-Bernard Pujol  | USA Perpignan      | Ailier                 | 9      |
| 3    | Andrzej Charlat     | Provence rugby     | Ailier                 | 8      |
| 4    | Romain Ruffenach    | Biarritz olympique | Talonneur              | 8      |
| 5    | AJ Coertzen         | Stade aurillacois  | Ailier, arrière        | 8      |
| 6    | Shaun Adendorff     | Stade aurillacois  | Troisième ligne centre | 8      |
| 7    | Josua Vici          | Colomiers rugby    | Ailier                 | 8      |
| 8    | Thibaut Zambelli    | Provence rugby     | Ailier                 | 8      |
| 9    | Steeve Barry        | Biarritz olympique | Ailier, arrière        | 7      |
| 10   | Quentin MacDonald   | Oyonnax rugby      | Talonneur              | 7      |
| 11   | George Tilsley      | USA Perpignan      | Ailier, centre         | 7      |
| 12   | Lucas Dubois        | USA Perpignan      | Ailier                 | 7      |
| 13   | Aurélien Callandret | Oyonnax rugby      | Ailier                 | 7      |
| 14   | Kelly Meafua        | AS Béziers         | Troisième ligne        | 7      |